# Neukirchen bei Sulzbach-Rosenberg
Neukirchen bei Sulzbach-Rosenberg (amtlich: Neukirchen b.Sulzbach-Rosenberg) ist eine Gemeinde im Oberpfälzer Landkreis Amberg-Sulzbach, Sitz der gleichnamigen Verwaltungsgemeinschaft und zählt zur Metropolregion Nürnberg.

## Gemeindegliederung
Es gibt 37 Gemeindeteile (in Klammern ist der Siedlungstyp angegeben):
- Blechhof (Einöde)
- Büchelberg (Dorf)
- Eckenricht (Weiler)
- Einzelhof (Einöde)
- Erkelsdorf (Dorf)
- Ermhof (Weiler)
- Fichtelbrunn (Weiler)
- Föderricht (Einöde)
- Fromberg (Dorf)
- Gaisheim (Dorf)
- Grasberg (Weiler)
- Habres (Einöde)
- Haghof (Weiler)
- Haid (Dorf)
- Högberg (Dorf)
- Holnstein (Kirchdorf)
- Hundheim (Weiler)
- Hundsboden (Weiler)
- Knappenberg (Einöde)
- Lockenricht (Dorf)
- Mirtelhof (Einöde)
- Mittelreinbach (Dorf)
- Neukirchen b.Sulzbach-Rosenberg (Pfarrdorf)
- Oberlangenfeld (Einöde)
- Obermainshof (Weiler)
- Oberreinbach (Dorf)
- Peilstein (Dorf)
- Pfeilstein (Einöde)
- Pilgramshof (Weiler)
- Rittmannshof (Einöde)
- Röckenricht (Dorf)
- Schönlind (Weiler)
- Stegerhof (Einöde)
- Steinbach (Dorf)
- Trondorf (Dorf)
- Truisdorf (Dorf)
- Waldlust (Weiler)

Es gibt die Gemarkungen Bachetsfeld, Holnstein, Mittelreinbach, Neukirchen b.Sulzbach-Rosenberg, Röckenricht und Trondorf.

## Geschichte

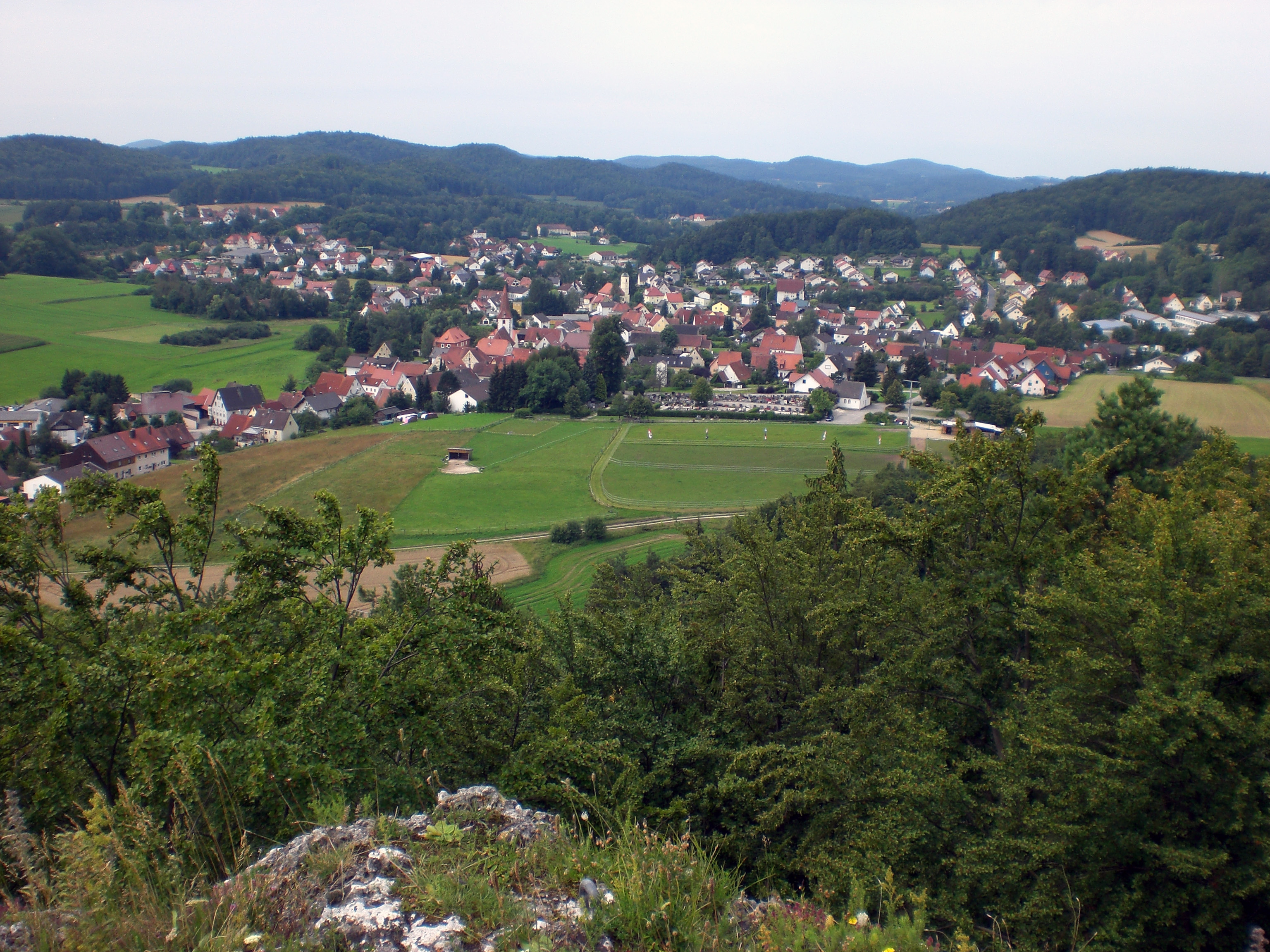
Blick vom Hartenfels

### Bis zur Gemeindegründung
Nach Funden von Hügelgräbern wird die Besiedlung von Neukirchen auf 500 v. Chr. datiert. Das Dorf selbst wurde während Rodungen im Mittelalter vermutlich zwischen 900 und 1100 gegründet. Im Dreißigjährigen Krieg wurde Neukirchen 1633 von den Schweden, acht Jahre später von bayerischen Truppen geplündert. Neukirchen bei Sulzbach-Rosenberg gehörte zum Herzogtum Neuburg-Sulzbach und dessen Gericht Sulzbach. 1777 fiel der Ort an Bayern.
Im Zuge der Verwaltungsreformen in Bayern entstand mit dem Gemeindeedikt von 1818 die heutige Gemeinde.

### 20. Jahrhundert
Bis etwa 1920 war der Bahnhof des Ortes wichtiger Umschlagplatz für den Farbstoff Ocker, der in der Umgegend, unter anderem in Ermhof, von Farbgräbern in Tiefen von drei bis zehn Metern abgebaut wurde.

### Eingemeindungen
Im Zuge der Gebietsreform in Bayern wurden am 1. Januar 1972 die Gemeinde Mittelreinbach und Gebietsteile der aufgelösten Gemeinde Trondorf eingegliedert. Am 1. Juli 1974 kamen Gebietsteile der Nachbargemeinde Neidstein mit etwa 100 Einwohnern hinzu. Teile der aufgelösten Gemeinde Bachetsfeld folgten am 1. Juli 1976. Die Reihe der Eingemeindungen wurde am 1. Januar 1978 mit der Eingliederung der Gemeinde Holnstein und von Teilen der aufgelösten Gemeinde Röckenricht abgeschlossen.

### Einwohner
Zwischen 1988 und 2018 sank die Einwohnerzahl von 2655 auf 2483 um 172 Einwohner bzw. um 6,5 %. Am 31. Dezember 2000 zählte Neukirchen b. S.-R. 2895 Einwohner.

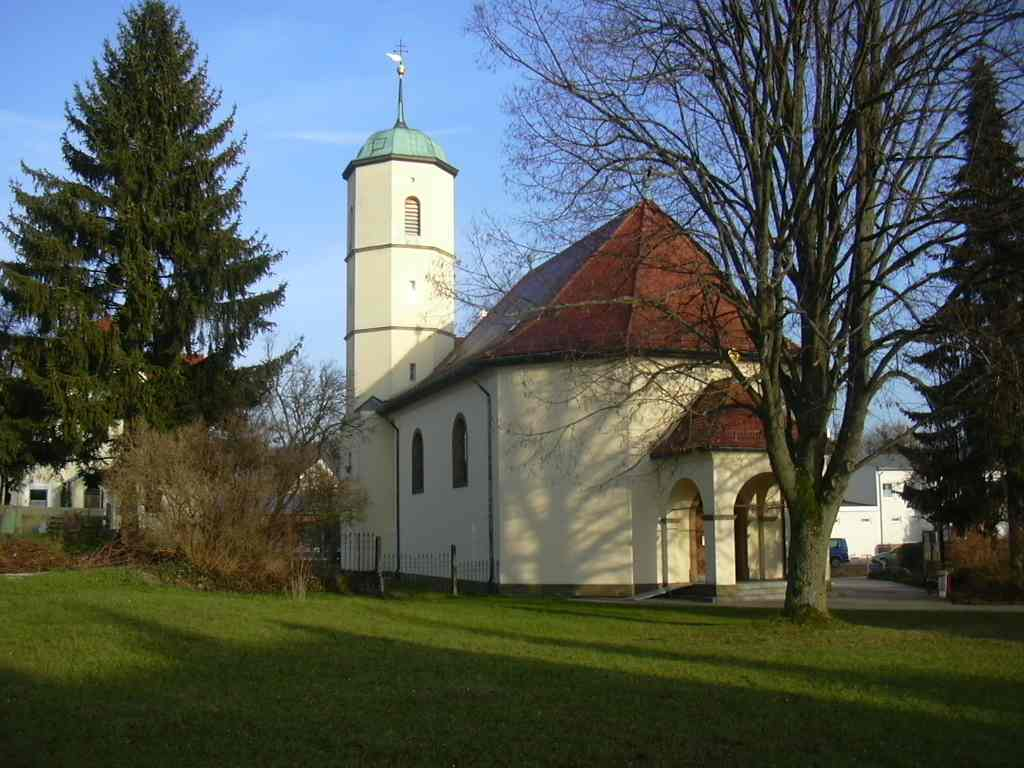
St. Paul-Kirche

### Religion
Im Ort gibt es zwei Kirchen, die katholische sowie die evangelische St.-Peter- und Pauls-Kirche. Neukirchen zählt zu den neun Gemeinden im Nordosten der Oberpfalz, wo die Bevölkerung mehrheitlich evangelisch ist.

## Politik

### Gemeinderat
Nach der letzten Kommunalwahl am 15. März 2020 hat der Gemeinderat 14 Mitglieder. Die Wahlbeteiligung lag bei 72,2 %. Die Wahl brachte folgendes Ergebnis:
|  | CSU                     | 6 Sitze |  |
|  | SPD                     | 3 Sitze |  |
|  | Freie Wählerschaft      | 3 Sitze |  |
|  | Unabhängige Bürgerliste | 2 Sitze |  |

Weiteres Mitglied und Vorsitzender des Gemeinderates ist der Erste Bürgermeister.

### Bürgermeister
Bei der Kommunalwahl vom 15. März 2020 wurde Peter Achatzi (CSU) mit 51,22 % der Stimmen gewählt. Sein Vorgänger war vom 1. Mai 2002 bis 30. April 2020 Winfried Franz (SPD).

### Wappen und Flagge

#### Wappen
| Wappen von Neukirchen bei Sulzbach-Rosenberg | Blasonierung: „Geteilt von Silber und Rot; oben ein wachsender roter Adler; unten ein wachsender silberner Stab mit linkem Widerhaken, beseitet von je einer silbernen heraldischen Lilie.“ |
| Wappen von Neukirchen bei Sulzbach-Rosenberg | |

Gemeindeflagge von Neukirchen bei Sulzbach-Rosenberg

- Wappengeschichte: Die Wappenteilung und die Tingierung in Silber und Rot ist vom Wappen der Freudenberger hergeleitet, die als Herren von Burg Rupprechtstein seit dem Mittelalter eine wichtige Rolle in der Geschichte der Gemeinde spielten und bis in das 19. Jahrhundert das Kollaturrecht auf die Pfarrei innehatten. Der wachsende Adler stammt aus dem Wappen der Truchsessen von Holnstein, die Besitzer der Hofmark Holnstein waren. Der Stab mit dem Widerhaken erinnert an die Rupprechtsteiner, die sich nach ihrem Stammsitz nannten. Die Lilien stehen für die Baumgartner und die Freiherren von Stromer, zwei Familien, die im 18. Jahrhundert die Hofmarksherrschaft in Holnstein innehatten.
- Wappenführung: seit 1992
- Entwurf und Gestaltung: 1992, Dieter Krieger, Heraldiker in Alsbach an der Bergstraße.
- Rechtsgrundlage: Beschluss des Gemeinderats und Zustimmung der Regierung der Oberpfalz. Genehmigt durch die Regierung der Oberpfalz am 10. Dezember 1992
- Wappenaufbau: Elemente aus den Familienwappen:
  - von Freudenberg,
  - Truchsess von Holnstein,
  - von Rupprechtstein,
  - Baumgartner,
  - von Stromer

#### Flagge
Rot-weiß, belegt mit dem Gemeindewappen

### Verdienstmedaille der Gemeinde
merito de civitate praemium, Neukirchen b. SR; Für Verdienste an der Gemeinde zum Lohn

### Finanzielle Schieflage der Gemeinde im Jahr 2024
Im Jahr 2024 wurde bekannt, dass die Gemeinde im Jahr 2024 erstmals die Mindestzuführung an den Vermögenshaushalt nicht erwirtschaften konnte. Dies führt u. a. dazu, dass ein geplanter Neubau der Grundschule nicht finanzierbar ist.

## Sehenswürdigkeiten

### Baudenkmäler
Im Jahr 2017 wurde eines der ältesten Bauernhäuser der nördlichen Oberpfalz in Obermainshof (Obermainshof 1, Akten-Nr.: D-3-71-141-22) trotz seines Status als Baudenkmal abgerissen.

### Natur
Neben zahlreichen Rad- und Wanderwegen befinden sich rund um Neukirchen viele Höhlen. Sehenswert sind u. a.:
- Osterhöhle
- Naturschutzgebiet Schergenbuck mit Schloß Neidstein

## Verkehr und Infrastruktur

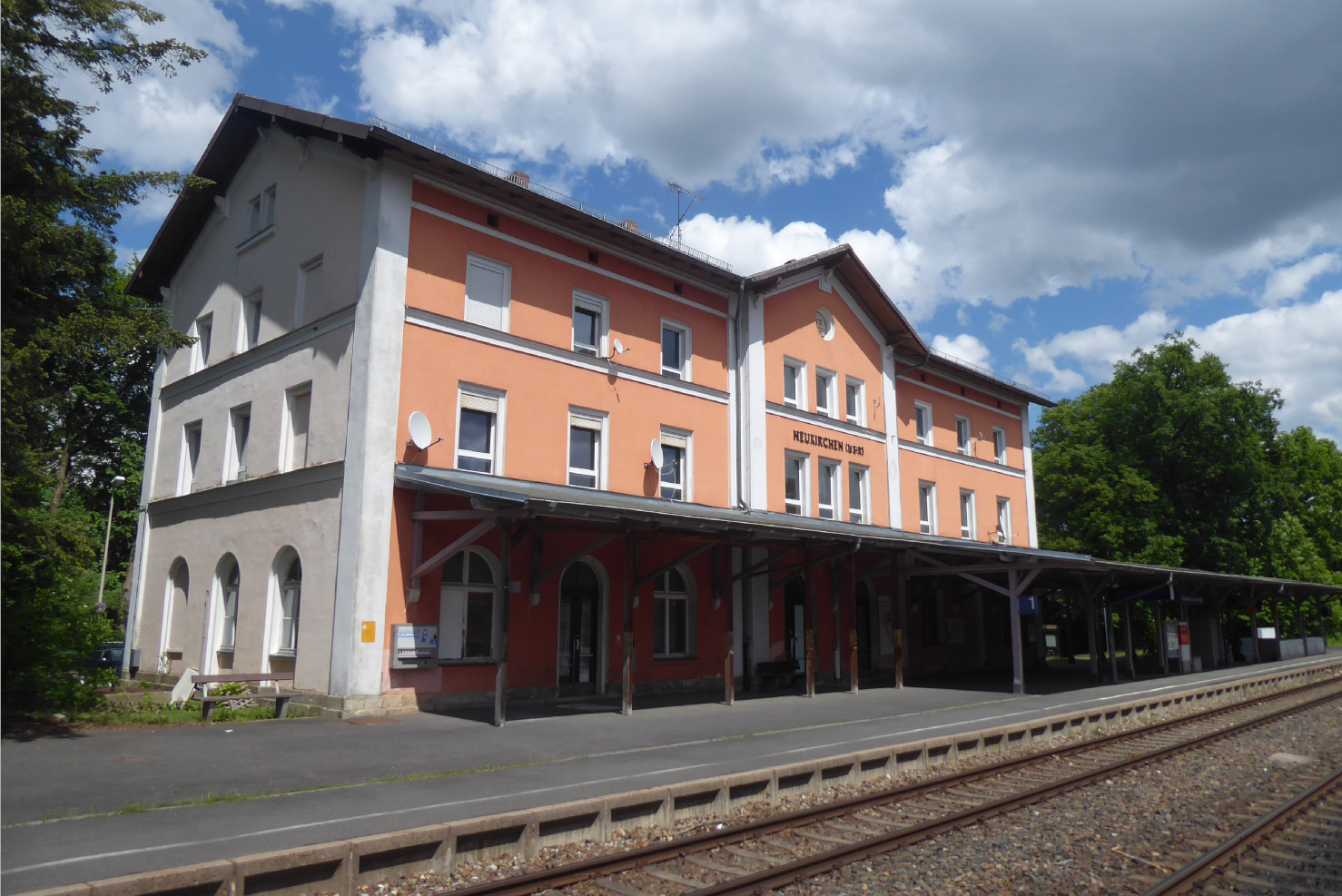
Bahnhofsgebäude

### Bahn
Der Bahnhof Neukirchen (bei Sulzbach-Rosenberg) wurde von der Bayerischen Ostbahn an der Strecke von Regensburg über Schwandorf nach Nürnberg 1859 errichtet. Seit 1875 zweigt hier die eingleisige Strecke nach Weiden i.d.OPf. ab. Bis zum Ende des Betriebs mit Dampflokomotiven 1974 war hier ein Bahnbetriebswerk mit Ringlokschuppen vorhanden.
Bei der Gründung des Verkehrsverbundes Großraum Nürnberg 1987 war der Bahnhof Tarifendpunkt des VGN. Seit dem Beitritt des gesamten Landkreises Amberg-Sulzbach im Jahr 1997 gilt der VGN-Tarif bis Amberg auf der Strecke Richtung Schwandorf und bis Thansüß bei Freihung auf der Strecke Richtung Weiden. Die Regional-Express-Züge der Linien 40 nach Regensburg (via Amberg und Schwandorf, einzelne Züge weiter nach Furth im Wald) und 41 nach Neustadt an der Waldnaab (via Weiden) werden hier teilweise geflügelt. In der Richtung nach Nürnberg werden die Züge hier vereinigt.

### Internet
Die Gemeinde nimmt am Förderprogramm „Gigabitausbau“ teil. Der Ausbau im Gemeindegebiet erfolgt durch die Deutsche Telekom. Der Ort Neukirchen selbst ist vom Förderprogramm ausgenommen, weil in weiten Teilen VDSL-Leitungen und Internetanschlüsse per TV-Kabel verfügbar sind.
Obwohl die Gemeinde über eine eigene Website verfügt, wird ein Großteil der aktuellen Gemeindeinformationen exklusiv im sozialen Netzwerk Facebook von Meta Platforms publiziert.

## Sonstiges

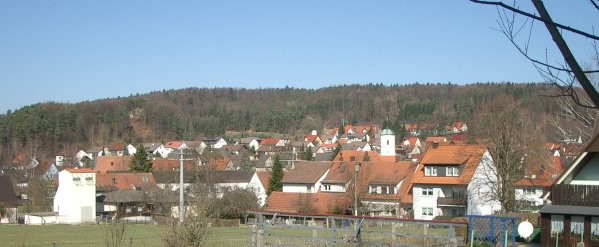
Neukirchen bei Sulzbach-Rosenberg

- Für Kinder gibt es einen Kindergarten, eine Kinderkrippe[15] sowie eine Grundschule[16]. Die Schule wird vom Schulverband Neukirchen-Etzelwang betrieben. Der Fortbestand der Schule ist allerdings fraglich, weil weder für einen Neubau, noch für nötige Instandsetzungsarbeiten und Sanierungen des alten Schulgebäudes die nötigen Mittel zur Verfügung stehen (Stand Juli 2024).[17] Außerdem gibt es zwei Spielplätze in Neukirchen.
- Mitten im Ort befindet sich eine Gemeindebücherei.
- Es gibt sowohl ein Rotes Kreuz als auch ein Jugendrotkreuz.
- Im Ort gibt es eine Freiwillige Feuerwehr.
- Der Sportverein 1. FC-Neukirchen verfügt u. a. über eine Kindergarde und eine Erwachsenengarde, die Tanzgarde Spotlight.[18]
- Weitere Sportvereine: Volleyballclub Neukirchen e. V., Kegelverein Fortuna Neukirchen e. V., Schützengesellschaft 1912 Neukirchen e. V., TC Neukirchen 2000 e. V. (Tennis).[19]

## Persönlichkeiten
- Aegidius Agricola (1578–1646), Jurist, Professor und Fachautor, wurde in Neukirchen geboren
- Ulrich Himbsel (1787–1860), königlicher Baurat und Erbauer der Eisenbahnstrecke München–Starnberg, wurde in Neukirchen geboren
- Friedrich Strobel (1822–1875), Jurist und Politiker, wurde in Neukirchen geboren
- Johann Georg Geismann (1859–1910), Brauereibesitzer in Fürth, wurde in Fromberg geboren
- In den Jahren 2013 und 2014 beheimatete Neukirchen die älteste lebende Bürgerin Bayerns, nämlich Frau Margarete Ottmann (* 23. Februar 1903, † 17. August 2014). Frau Margarete Ottmann erreichte das Alter von 111 Jahren.[20]
- Domenika Mayer (* 1990), Leichtathletin und Olympiateilnehmerin,[21] lebt in Neukirchen